# Würm (Geilenkirchen)
Würm ist ein Haufendorf und Teil der Stadt Geilenkirchen im Kreis Heinsberg im westlichen Nordrhein-Westfalen (Deutschland). Würm ist als Kirchdorf Sitz einer katholischen Pfarre mit der Pfarrkirche St. Gereon. Die Pfarrgemeinde umschließt die umgebenden Ortschaften Leiffarth, Honsdorf, Flahstraß, Müllendorf und Beeck.

## Geografie

### Ortslage

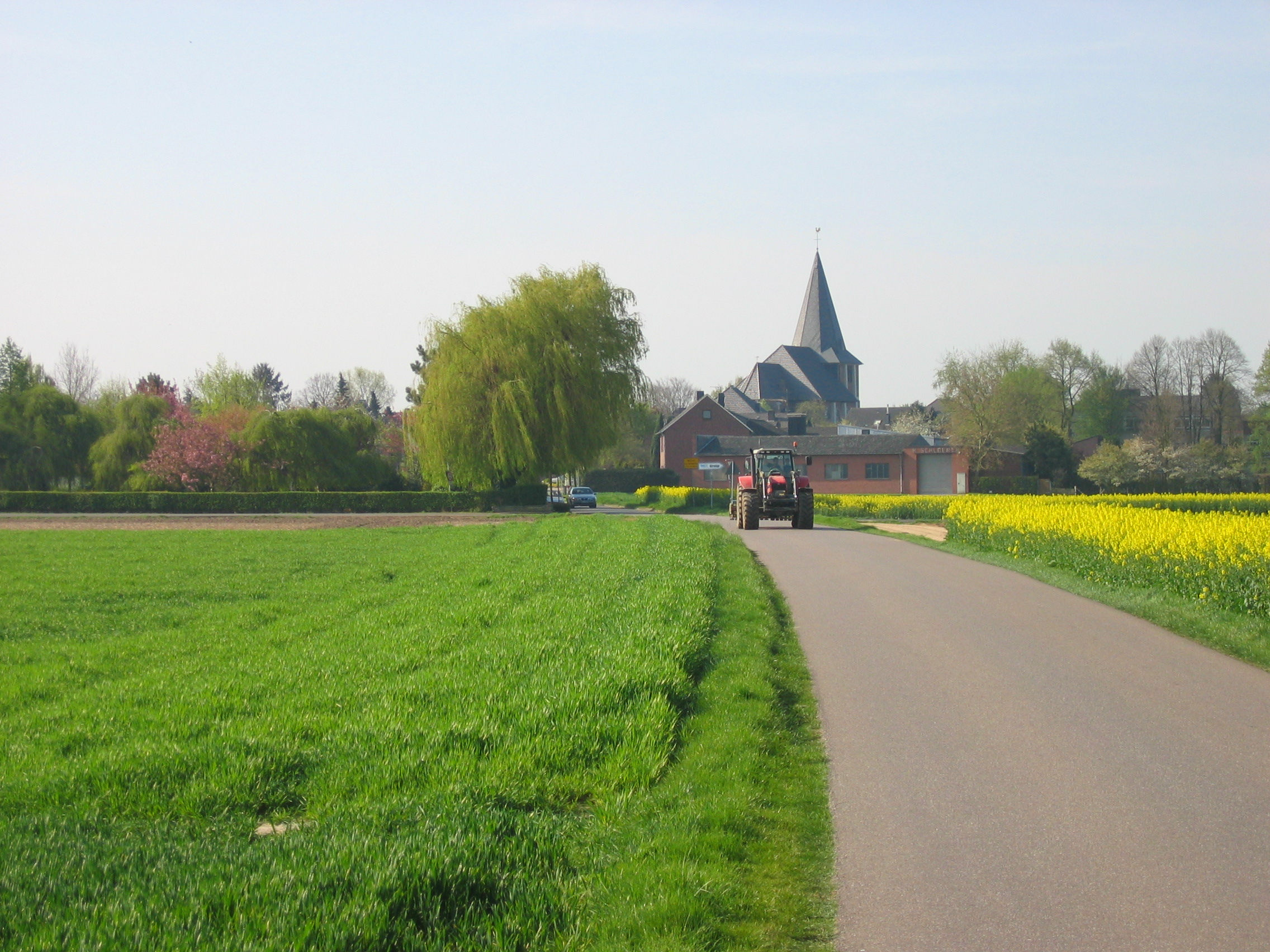
Ortsansicht von Würm

Würm liegt rund sieben Kilometer nordöstlich von Geilenkirchen, rechts der Wurm oberhalb des Wurmtales, an der Bahnlinie Aachen–Mönchengladbach (Bahnhof im rund zwei Kilometer entfernten Lindern) und der Landesstraße L 364 Geilenkirchen – Hückelhoven.

### Nachbarorte
| Kraudorf    | Randerath                                   | Brachelen     |
| Kogenbroich | Kompassrose, die auf Nachbargemeinden zeigt | Lindern       |
| Prummern    | Beeck                                       | Gereonsweiler |

## Geschichte

### Ortsgeschichte

Historische Karte von Würm (um 1800)

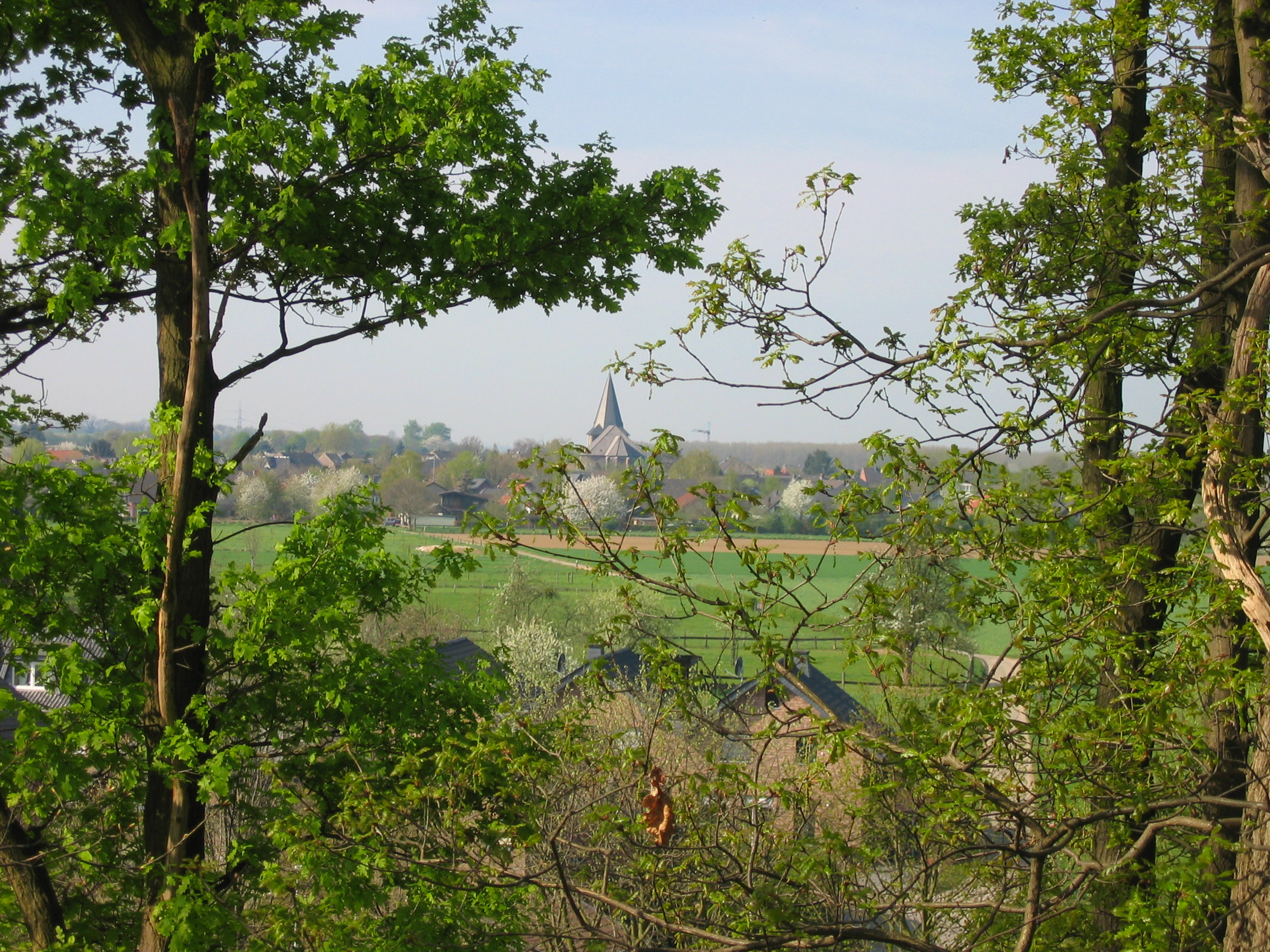
Landschaft rund um Würm

Die erste urkundliche Erwähnung findet Würm anlässlich der Konsekration einer Kapelle in Prummern durch Bischof Werner von Münster im Jahre 1137. Im Jahr 1144 übertrug Erzbischof Arnold I. (1137–1151) aus Köln die Schenkung „Worma“ an die Klöster Liesborn und Überwasser bei Münster. 1240 wurde Herr von Randerode Vogt über Würm und Prummern; damit gelangte Würm unter die Herrschaft der Randerather bis zum Jahre 1384. Darauf gehört Würm zum Herzogtum Jülich. Der Herzog von Jülich war der Kollator der Kirche in Würm. Während des Mittelalters war Würm lange Personat und wurde durch einen vicarius perpetuus (bezahlter Pfarrervertreter) versehen. 1559 hat das Personat an der Pfarrkirche zu Würm aufgehört. Pastor Leonard Lonsis war Rektor der Pfarrkirche zu Würm. Bei Errichtung des 1. Bistums Aachen wurde Himmerich von Würm abgetrennt und zu Randerath geschlagen. Seit 1742 bestand in Würm eine Vikarie.
In der Zeit der französischen Besetzung durch Napoleon I. von 1794 bis 1814, auch Franzosenzeit genannt, wurde Würm Bürgermeisteramt (Mairie) für Würm und die umliegenden Ortschaften Beeck, Honsdorf, Leiffarth, Müllendorf und Süggerath. 1934 wurde das Bürgermeisteramt von Würm mit Immendorf zum Amt Immendorf-Würm zusammengelegt. (Ein Amt besteht aus mehreren Gemeinden und hat eine gemeinsame Verwaltung.) Das Amt bestand aus den Gemeinden Immendorf, Puffendorf, Setterich, Würm, Beeck und Süggerath. Der Sitz des Amtes war Immendorf. In Würm befand sich eine Zweigstelle.
Im November 1944 erfolgte die Einnahme im Rahmen der Operation Clipper.

### Kirchengeschichte
Von der ältesten Kirche sind noch der Chor und die heutige Messdienersakristei erhalten. Die spätgotische dreischiffige Kirche aus dem 15. Jahrhundert wurde am 18. November 1944 von deutschen Truppen zerstört. Vor der Zerstörung galt die spätgotische Kirche als ein Bau des 14. oder 15. Jahrhunderts. Durch die Sprengung wurden noch ältere Bauteile sichtbar. Der Archäologe P.A. Tholen fand damals Holzfundamente der wohl ersten Kirche am Ort aus dem 8. oder 9. Jahrhundert. In der Ostwand wurde ein Rundbogen aus Brohler Tuffstein freigelegt. Die Jahreszahl 1251 ist darin eingeritzt. Seit dem 29. März 1953 werden die Gottesdienste wieder in der Kirche gefeiert. Die alte Baracke, die bis dahin – mit schwarzer Asche als Fußboden – als Notkirche gedient hatte, wurde abgerissen. Das Holz dieser Notkirche wurde als Brennholz für 600 Mark verkauft. Zur Pfarre gehören die im Zweiten Weltkrieg am meisten zerstörten Orte des damaligen Selfkantkreises: Beeck, Flahstraß, Honsdorf, Leiffarth, Müllendorf und Würm. Die Kirche ist in der Denkmalliste der Stadt Geilenkirchen aufgenommen.
Im Zuge der Pfarrgemeindereformen im Bistum Aachen wurde die ehemals eigenständige katholische Pfarrgemeinde St. Gereon Würm in die Gemeinschaft der Gemeinden (GdG) St. Bonifatius Geilenkirchen eingegliedert.

### Eingemeindung
Bis zur Gemeindereform war das Amt Immendorf-Würm als kommunale Gemeinde für Würm, Immendorf, Puffendorf, Süggerath, Beeck und Setterich (bis 1962) zuständig. Mit Inkrafttreten des Aachen-Gesetzes wurden das Amt Immendorf-Würm am 1. Januar 1972 aufgelöst und seine Ortschaften ohne Puffendorf nach Geilenkirchen eingemeindet. Die Verwaltung wird nun nach der Gemeindeordnung von Nordrhein-Westfalen von der Stadt Geilenkirchen wahrgenommen.

## Politik

### Stadtbezirk
Der Ort ist gemäß der Hauptsatzung der Stadt Geilenkirchen seit 1972 Teil des Geilenkirchener Stadtbezirks „Würm“, den es gemeinsam in den Grenzen der Gemarkung Würm mit den Orten Flahstraß, Honsdorf, Leiffarth und Müllendorf bildet. Der Stadtbezirk Würm mit derzeit (2012) 1568 Einwohnern wird durch einen Ortsvorsteher im Stadtrat der Stadt Geilenkirchen vertreten.

### Wappen
Das Wappen von Würm zeigt im oberen Teil den Jülicher Löwen auf gelbem Grund. Der Jülicher Löwe, in Gold ein schwarzer, wachsender Löwe, rot bezungt und rot bewehrt, ist Motiv des Wappens vieler Städte und Gemeinden im Gebiet des ehemaligen Herzogtums. Das Wappen wird weiterhin mittig durch die symbolisierte Wurm quer geteilt. Im unteren Teil des Wappens werden zwei umschlungene Würmer auf rotem Grund dargestellt.

## Öffentliche Einrichtungen

### Freiwillige Feuerwehr

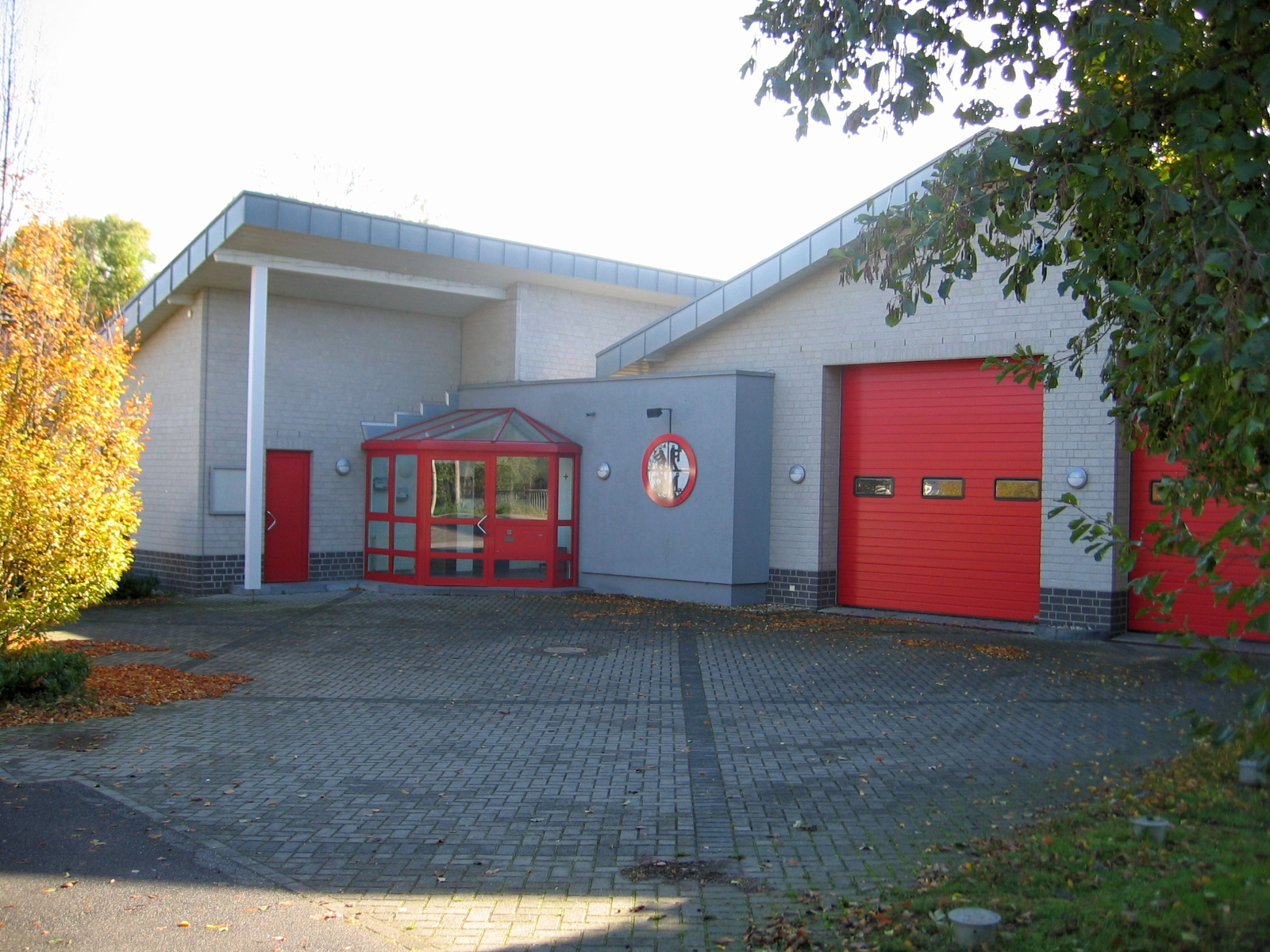
Feuerwehrhaus

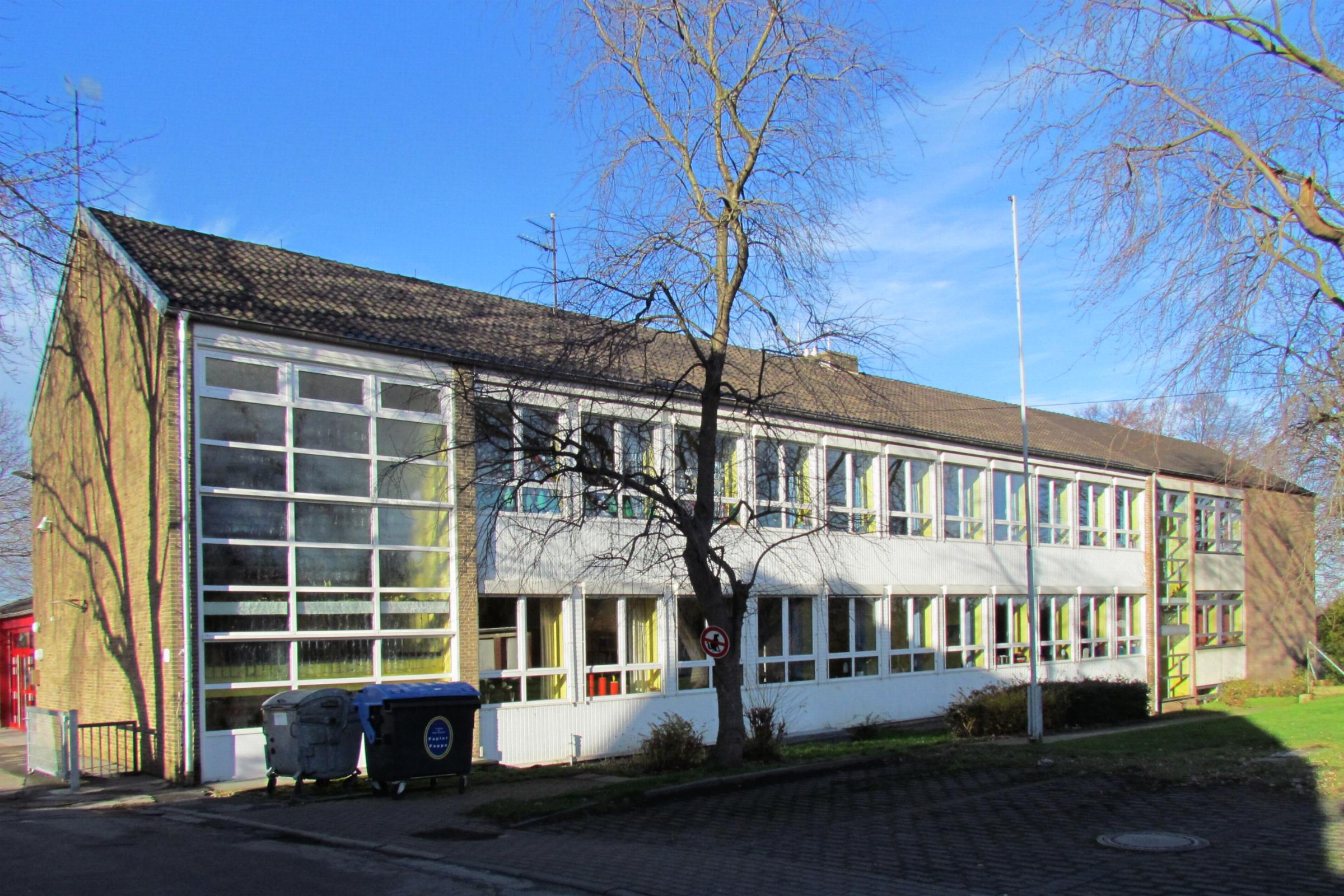
Katholische Grundschule Würm

Die Löscheinheit Würm wurde im Jahre 1907 gegründet und 1947 nach dem Zweiten Weltkrieg neu aufgestellt. Grundlage ist z. Zt. das Gesetz über den Brandschutz, die Hilfeleistung und den Katastrophenschutz (BHKG) vom 17. Dezember 2015. Sie ist im neuen Feuerwehrhaus stationiert und bildet zusammen mit der Löscheinheit Nirm den IV. Zug der Freiwilligen Feuerwehr der Stadt Geilenkirchen, der für das nordöstliche Stadtgebiet von Geilenkirchen (von Hoven bis Beeck und von Müllendorf bis Lindern) zuständig ist.
Im Jahr 2002 wurde ein neues Feuerwehrhaus an der Linderner Straße in Leiffarth erbaut, welches das Feuerwehrhaus in der Rückstraße ablöste. Im Gebäude befinden sich, neben den Fahrzeugen und Gerätschaften, ein Schulungsraum, Küche, Büro, Sozial-, Wasch- und Umkleideräume. Zur Einheit gehören 22 aktive Feuerwehrangehörige (SB), 5 Jugendfeuerwehrleute und 9 Personen der Ehrenabteilung (Stand Feb. 2012). Der Fuhrpark umfasst ein Tanklöschfahrzeug (TLF) 16/25 mit Gruppenbesatzung und Rüstsatz für technische Hilfeleistung (Baujahr 2006, Funkrufname Florian Geilenkirchen 43 HLF20) und ein Löschgruppenfahrzeug (LF) 10 (Bj. 2016, Funkrufname Florian Geilenkirchen 43 LF10).

### Schule
Die Katholische Grundschule Würm ist eine von sechs Grundschulen in Geilenkirchen und nimmt Kinder aller Konfessionen auf. Die Schule verfügt über eine Sporthalle und wird auch von Kindern aus Beeck, Kogenbroich, Kraudorf, Nirm, Süggerath und Lindern (Stand 2008) besucht.

### Kindertagesstätte St. Gereon Würm
Das katholische Familienzentrum St. Gereon Würm  in der Klosterstraße in Würm ist die einzige Kindertagesstätte im Stadtbezirk Würm. Die pro multis gGmbH ist der kirchliche Träger des Familienzentrums, nimmt aber Kinder aller Konfessionen auf. Eine Ganztagsbetreuung der Kinder ist gegeben.

### Sportanlagen

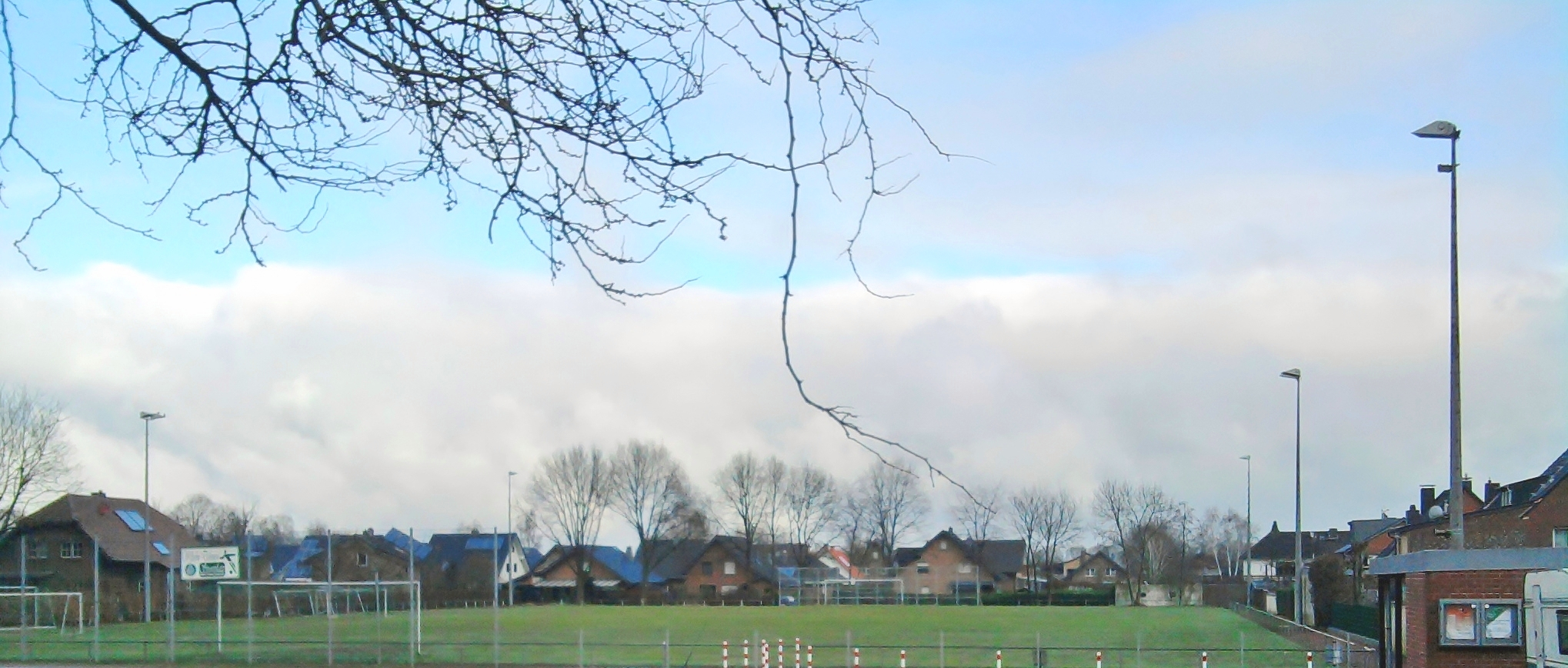
Rasensportplatz mit Flutlichtanlage

Für den Breiten- bzw. Vereinssport sind ein flutlichtbeleuchteter Grassportplatz und eine Hallensportanlage vorhanden.

### Öffentlicher Nahverkehr
Würm ist wochentags mit der Buslinie 494 der WestVerkehr an das ÖPNV-Netz des Aachener Verkehrsverbundes angeschlossen. Abends und am Wochenende kann der Multi-Bus angefordert werden.
| Linie | Verlauf |
| ----- | --- |
| 494   | Geilenkirchen Bf – Süggerath – Müllendorf – Würm – (Beeck –) Leiffarth – (Flahstraß – Honsdorf –) Lindern Bf |

## Vereine im Stadtbezirk

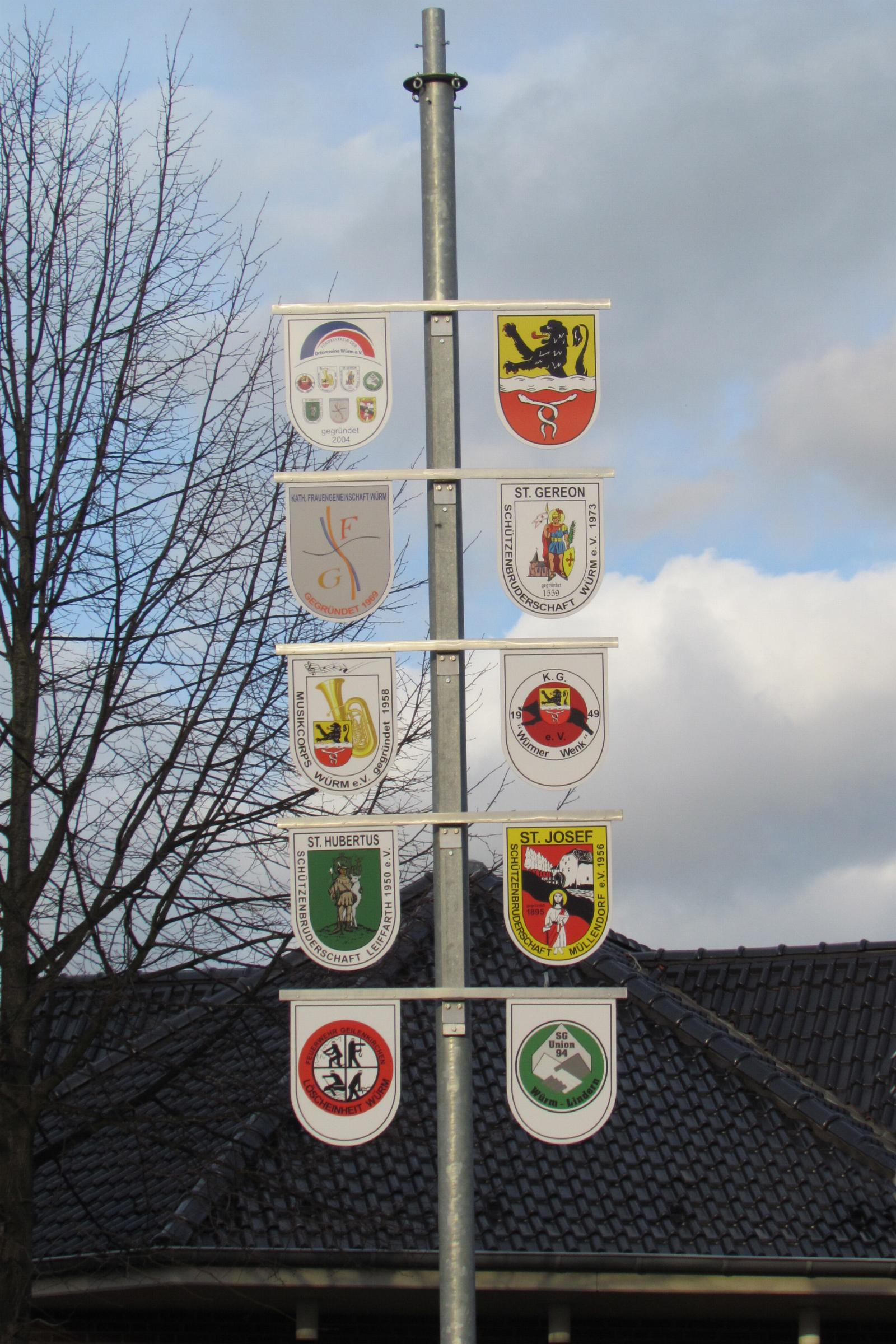
Gildebaum Würm

- Förderverein der Ortsvereine Würm e. V.
- Sozialverband VdK, Ortsverband Würm[16]
- Katholische Frauengemeinschaft Würm
- Musikcorps Würm-Teveren e. V.
- Karnevalsgesellschaft „Würmer Wenk“
- Schützenbruderschaft St. Gereon, Würm
- Dorfgemeinschaft Müllendorf e. V. (gemeinnütziger Nachfolgeverein der 2014 aufgelösten Schützenbruderschaft St. Josef)
- Spielgemeinschaft SG Union 94 Würm-Lindern
  - Fußball
  - Frauenturnen
  - Volleyball
- DJK Lindern-Würm-Beeck 1974 e. V.

## Veranstaltungen
- Badewannenrennen auf der Wurm[17]